# سیدنی تولر
سیدنی تولر (انگلیسی: Sidney Toler؛ ‏ ۲۸ آوریل ۱۸۷۴ – ۱۲ فوریهٔ ۱۹۴۷) کارگردان تئاتر، بازیگر و نمایش‌نامه‌نویس اهل ایالات متحده آمریکا بود. وی بین سال‌های ۱۹۰۳ تا ۱۹۴۷ میلادی فعالیت می‌کرد.
از فیلم‌هایی که وی در آن نقش داشته‌است، می‌توان به رمانتیک در منهتن، مادام اکس، طلا جایی است که شما آن را پیدا می‌کنید، آوای وحش، اسپیت‌فایر، دام، روابط ما و سوارکار مرموز اشاره کرد.